# Demonax brevefasciatus
Demonax brevefasciatus är en skalbaggsart som beskrevs av Dauber 2008. Demonax brevefasciatus ingår i släktet Demonax och familjen långhorningar. Inga underarter finns listade i Catalogue of Life.